# Cromwell (Hugo)
Pour les articles homonymes, voir Cromwell.
Cromwell est une pièce de théâtre de Victor Hugo, achevée à l'automne 1827 et publiée en décembre de la même année.

## Originalité de l'œuvre
C'est à la fois une fresque historique de l'Angleterre du XVIIe siècle et le portrait du lord protecteur d'Angleterre, Oliver Cromwell. Cromwell par ses dimensions démesurées (6920 vers) reste une pièce pratiquement injouable et jamais jouée dans son intégralité avant août 2024. Elle est créée pour la première fois, dans une version abrégée d'Alain Trutat, que le 28 juin 1956, par Jean Serge dans la Cour Carrée du Louvre. C'est seulement en août 2024 qu'elle est pour la première fois montée et jouée dans sa quasi intégralité. Ses changements de décors fréquents ainsi que le choix de son sujet dans une histoire relativement proche en font, entre autres, un exemple de pièce romantique, rompant radicalement avec les traditions classiques.
Hugo dans Cromwell veut montrer l'histoire, une histoire déployée aux frontières qui ne se réduit plus au grand nombre des chefs, mais englobe à présent les masses. Ce Cromwell raconte l'aventure d'un triple échec, celui des deux conspirations qui ne parviennent pas à tuer le grand homme, celui du grand homme qui n'arrive pas à se faire roi. Théâtre neuf et révolutionnaire par l'intervention du grotesque, un grotesque qui est dans les évènements autant que dans le discours, dans la juxtaposition du comique et du sérieux, mais surtout dans l'intrication et la réversibilité du rire et de la mort.
Malgré l'application exemplaire des principes romantiques dans Cromwell, c'est la préface de la pièce qui est restée comme un des textes fondateurs du romantisme français, en défendant en particulier le drame en tant que forme théâtrale. La préface de Cromwell est un manifeste de la liberté au théâtre. Celle-ci est fondée sur trois points : l'utilisation de l'histoire qui peut éclairer sur le passé et le présent, la grandeur poétique (qui se manifeste dans l'usage d'un style raffiné et du vers), et le grotesque. La pièce respecte ces trois critères ; par exemple, chansons des fous, facéties burlesques de Rochester, dérision de la puissance, sont des éléments grotesques de Cromwell.
La pièce a plusieurs enjeux : le renouvellement de la tragédie d'une part, et un enjeu politique d'autre part. L’œuvre pose la question de l'action politique et de la possibilité, pour un personnage historique, d'agir sur un monde complexe après une révolution.

## Personnages
Par une sorte de paradoxe, quand le but du poète est de mettre en lumière les grands mouvements de l'histoire, ce qu'il fait est d'accumuler les détails ; de là, la peinture minutieuse de tous les protagonistes, avec leurs petitesses, leurs contradictions, leurs particularités individuelles, qui toutes concourent à l'échec des deux conspirations opposées, mais liées contre Cromwell : le fanatisme de Carr, la cupidité de Barebone, la légèreté de Rochester, la stupidité de Murray ou de Syndercomb.

## Première représentation mondiale
Cette pièce est montée et jouée pour la première fois dans sa quasi intégralité en août 2024 au château de Sévérac-le-Château. Quelques coupes mineures furent effectuées, et le personnage de Manassé (à l'origine un rabbin porteurs des préjugés antisémites courants avant le milieu du XXe siècle) réadapté. L'expérience dure six heures de jeu (pour un peu moins de sept heures estimées pour le texte intégral) en ajoutant deux heures pour les entractes et les repas. La longueur de la pièce avait été critiquée à sa sortie en 1827.
Ce projet réunit une équipe de 45 personnes, dont 34 professionnels. Alice Tabart, de la compagnie Mesdames A, confie la mise en scène à cinq compagnies toulousaines (un acte chacune), tout en coordonnant la dramaturgie générale. Une seconde représentation est prévue en août 2025 au château de Sévérac d'Aveyron.

## Ressources bibliographiques
- Florence Naugrette, Publier Cromwell et sa Préface : une provocation fondatrice sur le site du Groupe Hugo, 2004
- Arnaud Laster, Pleins Feux sur Victor Hugo, Comédie Française, 1981, Chap. XXIV et XXV
- Pascal Meskla, Victor Hugo: un combat pour les opprimés, La Compagnie littéraire, 2008
- (en) Julián Jiménez Heffernan, « “Frappons L'usurpateur!”: The Rehearsal of Shakespearean Revolution in Victor Hugo's Cromwell », dans Comparative Literature Studies, The Pennsylvania State University, 2015 (lire en ligne), p. 757-786.
- Yoshimi Hamano, L’ombre imaginaire dans la Préface de Cromwell de Hugo [lire en ligne].